# Chactas adornellae
Espèce
Chactas adornellae est une espèce de scorpions de la famille des Chactidae.

## Distribution
Cette espèce est endémique de la région de Junín au Pérou. Elle se rencontre vers le río Venado.

## Description
La femelle holotype mesure 34,19 mm.

## Étymologie
Cette espèce est nommée en l'honneur d'Adornella Politi.

## Publication originale
- Rossi, 2014 : On the genus Chactas Gervais, 1844 in Peru with the description of a new species (Scorpiones: Chactidae). Onychium, vol. 10, p. 3-9 (texte intégral).